# Тохарски језици
Тохарски језици су изумрла грана индоевропских језика, која се говорила на западу данашње Кине, у провинцији Синкјанг. Пронађени документи на овим језицима су датирани између 3. и 9. века нове ере. У тохарске језике спадају три језика: тохарски А, тохарски Б и тохарски Ц. Ови језици су престали да се говоре након насељавања туркијских ујгурских племена на то подручје.